# Маслово (Белозерский район)
Ма́слово — деревня в Белозерском районе Вологодской области.
Входит в состав городского поселения Город Белозерск, с точки зрения административно-территориального деления — в Глушковский сельсовет.
Расстояние до районного центра Белозерска по автодороге — 0,5 км. Ближайшие населённые пункты — Силькино, Ямская, Монастырская.
Население по данным переписи 2002 года — 2 человека.